# Čelebići (Konjic)
Pour les articles homonymes, voir Čelebići.
Čelebići (en cyrillique : Челебићи) est un village de Bosnie-Herzégovine. Il est situé dans la municipalité de Konjic, dans le canton d'Herzégovine-Neretva et dans la fédération de Bosnie-et-Herzégovine. Selon les premiers résultats du recensement bosnien de 2013, il compte 1 092 habitants.

## Géographie
Čelebići est situé sur la rive gauche de la Neretva.

## Démographie

### Évolution historique de la population
| 1948 | 1953 | 1961 | 1971 | 1981  | 1991  | 2013  |
| ---- | ---- | ---- | ---- | ----- | ----- | ----- |
| -    | -    | 987  | 881  | 1 177 | 1 230 | 1 092 |

|  |

### Communauté locale
En 1991, la communauté locale de Čelebići comptait 2 499 habitants, répartis de la manière suivante :